# Poppelsche Leij
De Poppelsche Leij is een bovenloopje van de Nieuwe Leij dat ontspringt ten zuiden van Baarle. Net voor de Poppelsche Leij het Landgoed de Schrieken bij Poppel induikt komt er de Ossevenloop bij. Ten zuiden van Goirle, ter hoogte van de Vloeder Zuid, vloeit de Poppelsche Leij samen met de Rovertsche Leij en stroomt dan verder als de Nieuwe Leij.
De Poppelse Leij en de Rovertse Leij verschillen sterk van elkaar in karakter. De Rovertse Leij is weinig vergraven en slingert nog geheel natuurlijk door het bos. Eenmaal buiten het landgoed Gorp en Roovert is de beekloop rechtgetrokken. De Poppelse Leij is daarentegen veel meer een overloop van een serie vennen en moerassen aan de rand van de Regte Heide. Deze beek heeft nooit sterk gemeanderd en is daarbij ook nog eens door mensenhand naar de rand van het beekdal verlegd. Daar was het immers eenvoudiger graven dan midden in het moeras. Het water werd zo opgeleid dat het kon worden ingezet voor de watervoorziening van een watermolen.
Het gebied ten zuiden van Baarle ligt op de waterscheiding tussen Mark - Donge - Dommel (in het Maasbekken) en Nete (in het Scheldebekken). 
Waterschap De Dommel heeft langs de Poppelsche Leij in 2008 een overstromingsvlakte aangelegd genaamd Egelbroeken.